# Alex Jennings
Alexander "Alex" Jennings, född 10 maj 1957 i Romford i Havering i London, är en brittisk skådespelare.
Jennings har gjort omfattande insatser vid Royal Shakespeare Company och Royal National Theatre. Han spelade Prins Charles i filmen The Queen (2006). Bland hans övriga filmer märks Duvans vingslag (1997), På spaning med Bridget Jones (2004), Babel (2006) och The Lady in the Van (2015). Jennings har även spelat hertigen av Windsor, den abdikerade Edvard VIII, i TV-serien The Crown.

## Filmografi i urval
- 1990 – Kommissarie Morse (TV-serie)
- 1994 – Hard Times (TV-serie)
- 1997 – Duvans vingslag
- 2002 – The Four Feathers
- 2002 – Great Britons (dokumentär)
- 2004 – På spaning med Bridget Jones
- 2005 – Agatha Christie's Poirot (TV-serie)
- 2006 – Spooks (TV-serie)
- 2006 – Babel
- 2006 – The Queen
- 2007–2009 – Cranford (TV-serie)
- 2009 – Agatha Christie's Marple (TV-serie)
- 2009–2010 – Whitechapel (TV-serie)
- 2012 – Being Human (TV-serie)
- 2012 – Kommissarie Lewis (TV-serie)
- 2013 – Belle
- 2015 – The Lady in the Van
- 2015 – Foyle's War (TV-serie)
- 2016–2017 – Victoria (TV-serie)
- 2016–2017 – The Crown (TV-serie)
- 2018 – En engelsk skandal (TV-serie)
- 2018 – Saknad, aldrig glömd (TV-serie)
- 2019 – Gold Digger (TV-serie)
- 2022 – The Crown (TV-serie)
- 2024 – The Agency (TV-serie)
- 2025 – The Ballad of a Small Player